# Исидор Хиосский

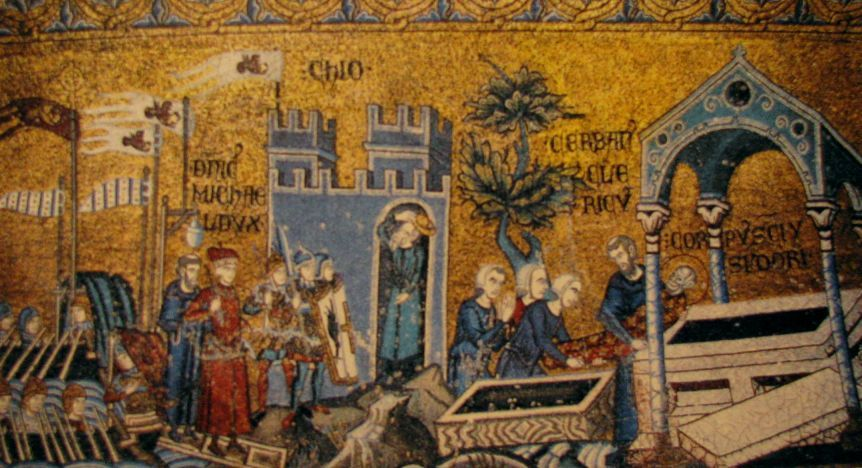
Перенесение мощей святого Исидора в Венецию.
Мозаика XIV века из капеллы святого Исидора в соборе Святого Марка

Исидор Хиосский (греч.  Ἰσίδωρος; ? — 251) — раннехристианский мученик. Исидор был родом из Александрии, проживал на греческом острове Хиос. В 249 году по указу императора Декия был зачислен на военную службу в полк военачальника Нумерия. Будучи христианином, Исидор отказался принести жертвы языческим богам, за что был подвергнут пыткам.

И отрезан был язык у святого, по приказанию мучителя. Однако святой и по отрезании языка говорил достаточно отчётливо, прославляя Христа, Бога истинного: воевода же от страха пал на землю и сделался немым. Когда его подняли с земли, то он не мог сказать ни одного слова и выражал свои мысли лишь маханием руки. Затем, попросив бумагу, написал на ней: «Я приказываю усечь мечем Исидора, не повинующегося указу царскому».
— Димитрий Ростовский. Жития святых (14 мая)
Исидор был усечён мечом в 251 году. Его тело было погребено на Хиосе тайным христианином Аммонием.
Святой Исидор почитается Православной (память 14 мая по юлианскому календарю) и Католической (память 14 мая) церквями. Мощи святого согласно православному преданию до XII века хранились на Хиосе, а затем были вывезены в Константинополь и помещены в церкви святой Ирины. Западная традиция считает, что мощи святого Исидора в 1125 году при доже Доменико Микьеля, почитавшего святого не менее чем апостола Марка, были привезены венецианцами с Хиоса и хранятся в нише над алтарём капеллы святого Исидора в соборе Святого Марка.